# Christianisme en Birmanie

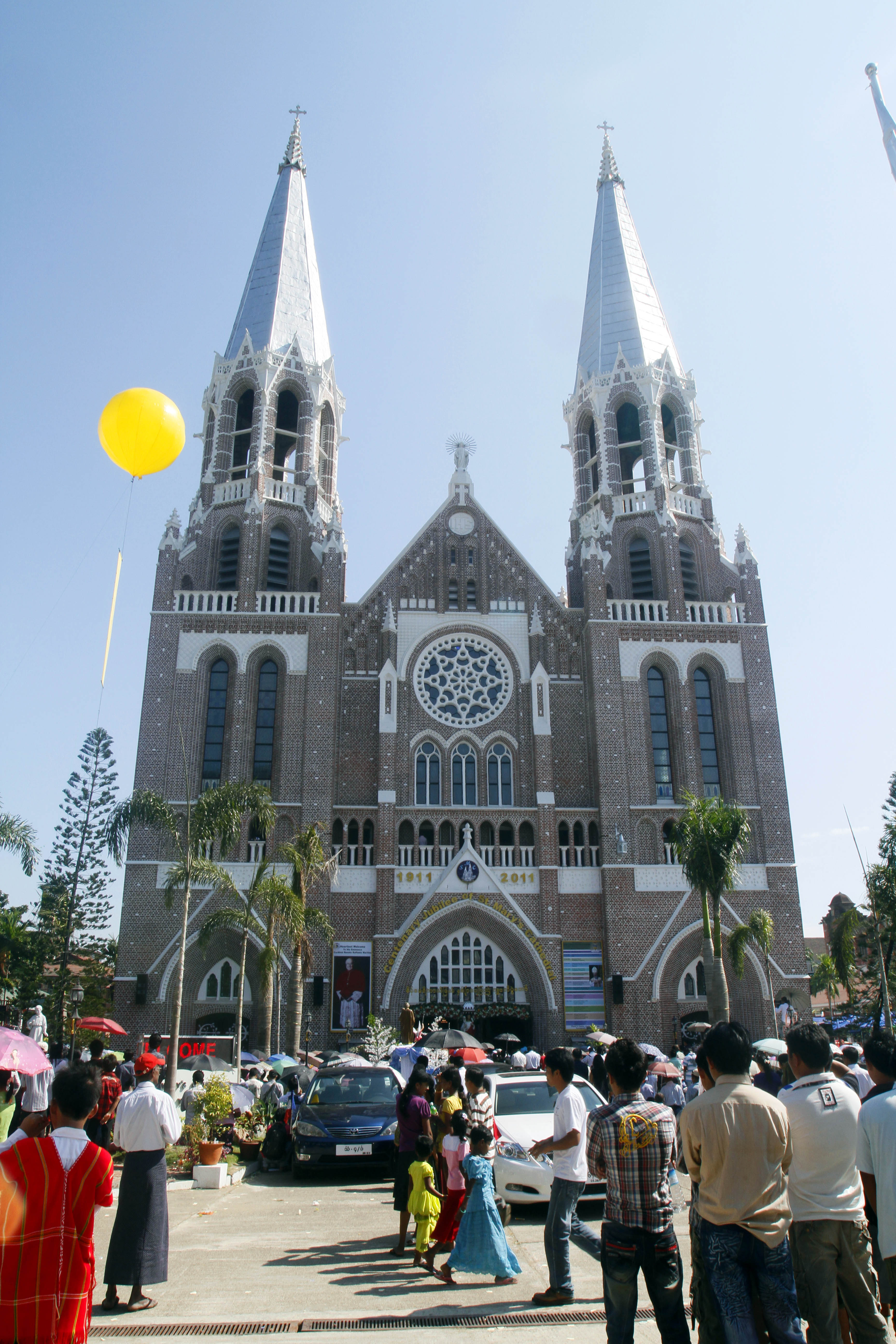
Cathédrale de l'archidiocèse de Rangoun.

Le christianisme est la religion de 6,2 % de la population de Birmanie selon le recensement de 2014. Les premiers missionnaires catholiques sont arrivés au XVIIIe siècle.
Les chrétiens en Birmanie sont régulièrement persécutés. Ils appartiennent surtout aux minorités ethniques et sont majoritairement protestants baptistes.

## Église catholique
L'Église catholique représente 1 % de la population de Birmanie. Il existe trois archidiocèses : celui de Mandalay, celui de Taunggyi et celui de Rangoun. Les diocèses sont les suivants :
- Banmaw
- Hakha
- Hpa-an
- Kalay
- Kengtung
- Lashio
- Loikaw
- Mawlamyine
- Mindat
- Myitkyina
- Pathein
- Pekhon
- Pyay
- Taungngu

## Confessions protestantes
Le protestantisme est dynamique, particulièrement chez les baptistes qui représentent à eux seuls 3 % de la population et sont soutenus financièrement par des communautés américaines.
Il existe une petite communauté anglicane, la Birmanie ayant été un protectorat britannique jusqu'en 1948.